# Charles-Frédéric d'Anhalt-Bernbourg
Charles-Frédéric (13 juillet 1668, Bernbourg – 22 avril 1721, Ballenstedt) est prince d'Anhalt-Bernbourg de 1718 à sa mort.
Fils aîné du prince Victor-Amédée d'Anhalt-Bernbourg et de sa femme Élisabeth de Palatinat-Deux-Ponts, il succède à son père à sa mort. Lui-même meurt moins de trois ans après, laissant le trône à son fils Victor-Frédéric.

## Descendance
Le 25 juin 1692, Charles-Frédéric épouse sa cousine Sophie-Albertine (2 octobre 1672 – 12 juin 1708), fille du comte Georges-Frédéric de Solms-Sonnenwalde et d'Anne-Sophie d'Anhalt-Bernbourg (sœur de Victor-Amédée). Ils ont six enfants :
- Élisabeth-Albertine d'Anhalt-Bernbourg (31 mars 1693 – 7 juillet 1774), épouse en 1712 le prince Gonthier XLIII de Schwarzbourg-Sondershausen ;
- Frédéric-Guillaume (3 septembre 1694 – 28 décembre 1694) ;
- Charlotte-Sophie d'Anhalt-Bernbourg (21 mai 1696 – 22 juillet 1762), épouse en 1721 le prince Auguste Ier de Schwarzbourg-Sondershausen ;
- Auguste-Wilhelmine (3 novembre 1697 – 22 juin 1697) ;
- Victor-Frédéric (20 septembre 1700 – 18 mai 1765), prince d'Anhalt-Bernbourg ;
- Frédérique-Henriette d'Anhalt-Bernbourg (24 novembre 1702 – 4 avril 1723), épouse en 1721 le prince Léopold d'Anhalt-Köthen.

Charles-Frédéric a également deux enfants de sa concubine Wilhelmine Charlotte Nüssler (10 mai 1683 – 30 mai 1740) :
- Frédéric (13 mars 1712 – 8 septembre 1758) ;
- Charles-Léopold (1er juillet 1717 – 3 octobre 1769).

Charles-Frédéric épouse en secret Wilhelmine-Charlotte le 1er mai 1715, contre la volonté de son père. Après sa mort, Charles-Frédéric obtient que sa femme soit titrée comtesse de Ballenstedt et leurs deux enfants, comtes de Bährnfeld. Tous deux meurent célibataires et sans enfants.